# Jolie Brise
Pour les articles homonymes, voir Jolie brise.
La Jolie Brise est un cotre à voile à corne  (voile aurique) construit en 1913 au chantier Albert Paumelle au Havre d'après les plans dʼAlexandre Pâris.
Elle appartient maintenant à l'école de voile de la Dauntsey's school.

## Histoire
Après une courte carrière comme bateau-pilote, et le remplacement progressif de la voile par la vapeur, la Jolie Brise est convertie en bateau de pêche. 
En 1923 elle est achetée par le commodore E.G. Martin qui la réaménage en cotre de course.  
En août 1925, Evelyn Martin gagne la première édition du Fastnet Race avec Jolie Brise et devient le premier commodore du Royal Ocean Racing Club. Jolie Brise renouvelle l'exploit en 1929 et 1930.
En 1927, Jolie Brise, grâce à une annonce dans le Yachting World est revendue au capitaine Warren Ferrier et son partenaire M. Brownlow Smith et reçoit un  moteur au chantier Giles Morgan's Yard de Teignmouth. Bobby Somerset, un membre fondateur de l’Ocean Racing Club la rachète en 1928. 
Après ses victoires sur le Fastnet, aux Bermudes et à Santander, Jolie Brise est vendue au lieutenant John Gage en 1934. Son droit de propriété n'est que pour un an et elle est rachetée  par un Américain, M. Stanley Mortimer. Mais son plus célèbre fait d'armes est le sauvetage de tous les membres d'équipage (sauf un) de la goélette Adriana, qui prit feu dans la course des Bermudes de 1932.  
Des modifications, principalement aux cabines, ont été faites sur un chantier de Palma, Majorque et un moteur diesel Gardner est installé à Marseille. Après la croisière en mer Méditerranée, et avec l'approche de la guerre Jolie Brise retourne à Southampton et est  mise en vente. Elle est achetée par William Stannard, mais  elle est réquisitionnée par la Royal Navy à Shoreham-by-Sea pour la durée de la guerre. 
En 1945, elle est achetée par un consortium dirigé par Lillian et Jim Worsdell et rebaptisée Pleasant Breeze. Puis elle est acquise  par un consortium portugais dirigé par Luis Lobato.  Elle est remise en état et reprend son nom  de Jolie Brise. Elle garde, pendant 30 ans, son port d'attache de Lisbonne.
En 1975, en raison de la situation politique au Portugal, elle est revenue au Solent, 50 ans après sa première victoire à la Fastnet Race. 
Depuis 1977, Jolie Brise appartient à la Dauntsey's School Sailing Club. Cette école devint un club de voile en 1970 lorsque quelques élèves firent paraître l'annonce suivante dans le Times : « Équipe d'esclaves du Wiltshire offre main-d'œuvre gratuite au propriétaire d'un yacht trop grand en échange d'un peu de voile gratis ». Ils obtinrent d'utiliser le Griffin II, reconstruit par l'école, mais qui fut perdu après avoir largué son mouillage dans le port de Portland. 
Jolie Brise est un concurrent régulier des Tall Ships' Races : elle prit part à toutes les étapes de Tall Ships 2000, et finit vainqueur toutes classes en temps compensé.
En 2017, elle participe à l'intégralité de la RDV2017 Tall Ships' Races Regatta. À l'arrivée de la 5e étape reliant Halifax (Canada) au Havre, elle arrive en seconde position, en Classe B, derrière Blue Clipper  Royaume-Uni. Elle a participé au rassemblement Les Grandes Voiles du Havre (2017).